# 20237 Clavius
20237 Clavius è un asteroide della fascia principale. Scoperto nel 1998, presenta un'orbita caratterizzata da un semiasse maggiore pari a 2,1498413 au e da un'eccentricità di 0,0669976, inclinata di 3,66113° rispetto all'eclittica.